# Campionat del Món de biketrial Elit
El Campionat del Món de biketrial en categoria Elit (en anglès: World Biketrial Championship - Category: Elite) és la màxima competició internacional de biketrial en la seva categoria superior, Elite. L'organitza la BIU des de 1992 (any de la seva fundació) i és el títol més prestigiós que hom pot aconseguir dins aquest esport.
Per a competir en aquest campionat cal tenir un mínim de 16 anys i haver competit anteriorment en categoria Junior o Senior. La BIU promou anualment de 3 a 8 pilots d'aquestes dues categories a la categoria Elite en funció dels seus resultats durant la temporada.

## Podis finals de la categoria Elit
A 1 de gener de 2013
| Edició | Any  | Campió       | Subcampió      | Tercer          |
| I      | 1992 | Ot Pi        | Josef Dressler | Libor Karas     |
| II     | 1993 | Ot Pi        | Josef Dressler | Milos Pospisil  |
| III    | 1994 | Petr Kraus   | Ot Pi          | Martin Simunek  |
| IV     | 1995 | Cèsar Cañas  | Josef Dressler | Martin Simunek  |
| V      | 1996 | Cèsar Cañas  | Jaromir Spesny | Oscar López     |
| VI     | 1997 | Cèsar Cañas  | Elias Bonet    | Ot Pi           |
| VII    | 1998 | Cèsar Cañas  | Jorge Galí     | Ot Pi           |
| VIII   | 1999 | Cèsar Cañas  | Dani Comas     | Ot Pi           |
| IX     | 2000 | Cèsar Cañas  | Dani Comas     | Kenny Belaey    |
| X      | 2001 | Cèsar Cañas  | Dani Comas     | Benito Ros      |
| XI     | 2002 | Cèsar Cañas  | Benito Ros     | Iker Lezeta     |
| XII    | 2003 | Benito Ros   | Cèsar Cañas    | Kazuki Terai    |
| XIII   | 2004 | Benito Ros   | Cèsar Cañas    | Dani Comas      |
| XIV    | 2005 | Dani Comas   | Cèsar Cañas    | Benito Ros      |
| XV     | 2006 | Dani Comas   | Kazuki Terai   | Peter Bartak    |
| XVI    | 2007 | Benito Ros   | Peter Bartak   | Dani Comas      |
| XVII   | 2008 | Dani Comas   | Peter Bartak   | Raúl Gutiérrez  |
| XVIII  | 2009 | Kazuki Terai | Xabi Alonso    | Peter Bartak    |
| XIX    | 2010 | Dani Comas   | Kazuki Terai   | Masaya Yamamoto |
| XX     | 2011 | Dani Comas   | Kazuki Terai   | Ben Savage      |
| XXI    | 2012 | Dani Comas   | Vaclav Kolar   | Raúl Gutiérrez  |

## Resum estadístic
A 1 de gener de 2013

### Campions múltiples
| Pilot       | Títols |
| ----------- | ------ |
| Cèsar Cañas | 8      |
| Dani Comas  | 6      |
| Benito Ros  | 3      |
| Ot Pi       | 2      |

### Títols per nacionalitat
| Nacionalitat | Títols |
| ------------ | ------ |
| Catalunya    | 16     |
| País Basc    | 3      |
| Japó         | 1      |
| Txèquia      | 1      |
| Total        | 21     |